# Ramanuja (insect)
Ramanuja is een geslacht van vliesvleugeligen uit de familie van de Eurytomidae. De wetenschappelijke naam van dit geslacht werd voor het eerst geldig gepubliceerd in 1989 door T. C. Narendran.

## Soorten
Het geslacht Ramanuja is monotypisch en omvat slechts de volgende soort:
- Ramanuja swarnamus Narendran, 1989